# Ordre, Legalitat, Justícia
Ordre, Legalitat, Justícia (en búlgar Ред, законност и справедливост, Red, zakonnost i spravedlivost, RZS) va ser un partit polític de Bulgària d'ideologia conservadora. Va ser fundat a finals de 2005 i afirmava que el seu objectiu principal era la lluita contra la corrupció. Era dirigit per Yane Yanev.
Es presentà per primer cop a les eleccions legislatives de 2009, portant com a cap de llista Atanas Semov, un professor de dret de la Universitat de Sofia. La seva plataforma demanava la formació d'un govern estable de coalició de centredreta, que exclogui la Partit Socialista Búlgar, una campanya activa contra la corrupció política, l'educació obligatòria fins a l'edat de 16 anys, més esforços per lluitar contra l'analfabetisme, i el rebuig del nacionalisme ètnic en la política. Va obtenir 10 escons a l'Assemblea Nacional de Bulgària, però durant la legislatura alguns dels diputats van abandonar el grup parlamentari, provocant la pèrdua del grup i passant tots els representants parlamentaris del partit a independents.
Amb la posterior pèrdua de suport i la sortida de l'Assemblea Nacional, el partit es va dissoldre definitivament al 2013.

## Resultats electorals

### Assemblea Nacional
| Any  | Líder      | Vots    | %    | Escons   | +/- |
| ---- | ---------- | ------- | ---- | -------- | --- |
| 2009 | Yane Yanev | 174,582 | 4.13 | 10 / 240 | Nou |
| 2013 | Yane Yanev | 59,145  | 1.67 | 0 / 240  | 10  |

### Eleccions presidencials
| Any  | Candidat      | 1a volta | 1a volta   | 2a volta | 2a volta | Resultat |
| Any  | Candidat      | Vots     | %          | Vots     | %        | Resultat |
| ---- | ------------- | -------- | ---------- | -------- | -------- | -------- |
| 2006 | Georgi Markov | 75,478   | 2,72 / 100 |          |          | Derrota  |
| 2021 | Atanas Semov  | 61,797   | 1,84 / 100 |          |          | Derrota  |